# 비음산
비음산(飛音山)은 대한민국 경상남도 창원시와 김해시 진례면의 경계면에 있는 낙남정맥의 산이며 매년 철쭉 축제가 개최된다. 산 정상은 486m이며 "너른 산"을 뜻하는 말이다. 비음산의 능선을 따라서 포곡식 석축산성인 진례산성이 축성되어 지방기념물 제 128호로 지정되어 관리되고 있다.
비음산은 북동쪽으로 정병산, 봉림산, 천주산으로 이어지고, 남서쪽으로 대암산, 용지봉, 불모산으로 이어진다. 비음산은 진달래가 산재하여 있지만 정상부위에 철쭉이 군락을 이루고 있어 경남지역의 철쭉 명산이기도 하며 매년 5월에 비음산철쭉제가 열린다.
비음산으로 올라가는 등산로는 4가지 정도가 있으며, 창원시 토월동에서 출발하여 용추계곡을 따라서 올라가는 방법이 널리 이용되고 있다. 용추계곡에는 창원시에서 만든 11개의 계곡을 가로지르는 다리가 있다.

## 같이 보기
- 한국의 산
- 낙남정맥